# هدایتگری

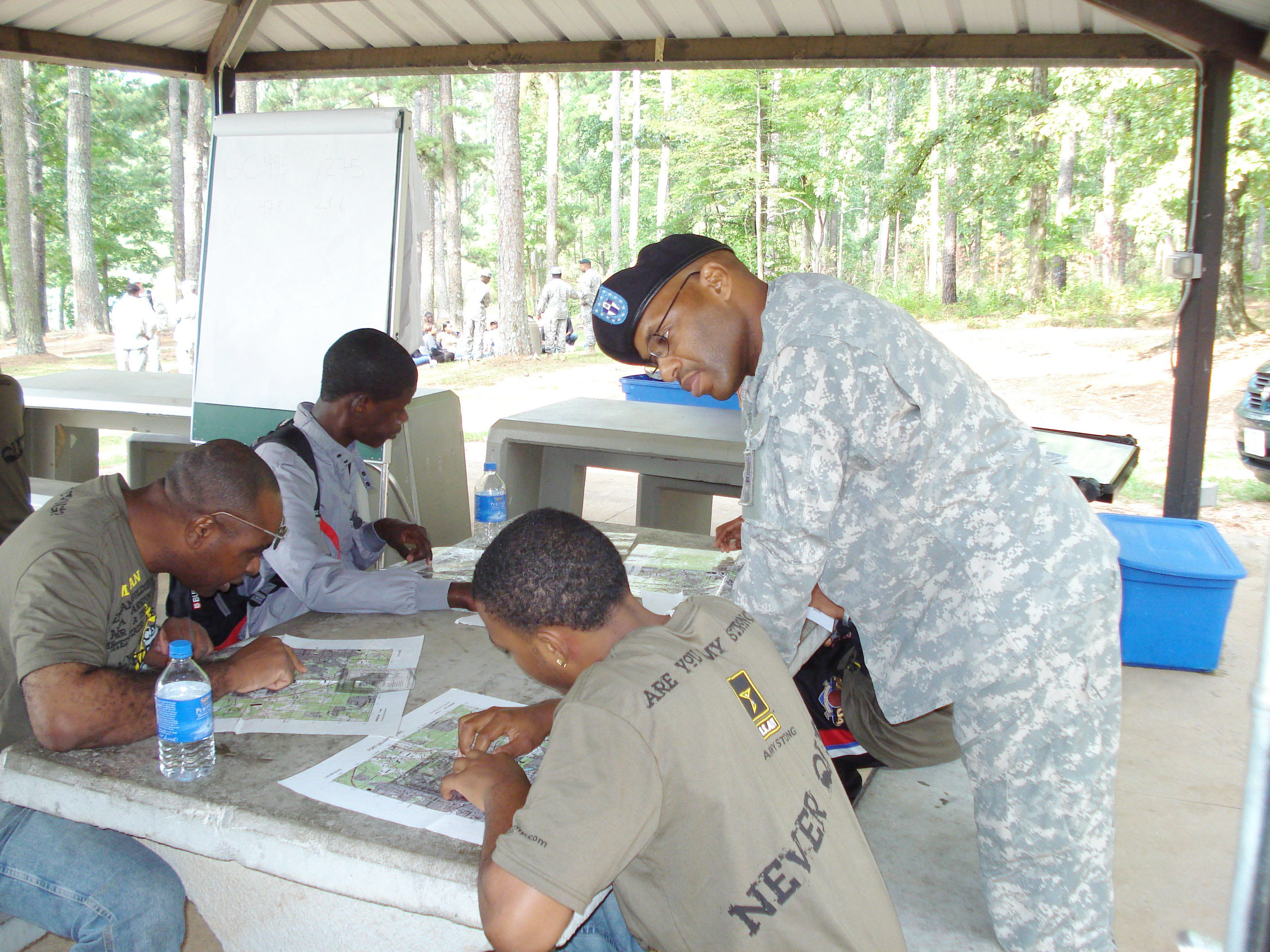
یک مربی ارتش سربازان جدید را راهنمایی می‌کند.

هدایت یا هدایتگری یا منتورینگ (به انگلیسی: Mentoring) رابطه‌ای است که در آن فرد باتجربه‌تر یا دارای دانش بیشتر به راهنمایی فردی با تجربه یا دانش کمتر کمک می‌کند. هدایتگر (Mentor) یا مرشد می‌تواند کوچکتر از شخصی باشد که به او آموزش می‌دهد، اما باید دارای تخصص خاصی باشد. این یک مشارکت یادگیری و توسعه میان فردی با تجربه زیاد و شخصی که می‌خواهد چیزی را فرا بگیرد، است. تعامل با یک متخصص نیز ممکن است برای کسب مهارت با ابزار فرهنگی لازم باشد.
هدایتگری عبارت است از تأثیر، راهنمایی یا هدایتی که یک هدایتگر (مرشد) ارائه می‌کند. هدایتگر کسی است که به فردی کم‌تجربه و اغلب جوان‌تر آموزش می‌دهد یا کمک و نصیحت می‌کند. در یک محیط سازمانی، یک هدایتگر بر رشد شخصی و حرفه‌ای یک منتهی تأثیر می گذارد. اکثر راهبری‌های سنتی مستلزم این است که کارمندان ارشد به کارمندان جوان‌تر کمک کنند، اما هدایتگران لزوماً نباید از افرادی که به آنها راهنمایی می‌کنند بزرگتر باشند. آنچه اهمیت دارد این است که هدایتگران تجربیاتی داشته باشند که دیگران بتوانند از آن بیاموزند.
بر اساس فرهنگ لغت کسب‌وکار، هدایتگر یک فرد ارشد یا با تجربه‌تر است که به عنوان مشاور، رایزن یا راهنمای یک نوجوان یا کارآموز منصوب می‌شود. هدایتگر مسئول ارائه کمک و بازخورد به فرد تحت نظارت او است. بر اساس این تعریف، نقش یک هدایتگر این است که از تجربیات خود برای کمک به یک کارمند جدیدتر، از طریق حمایت از آنها در کار و حرفه خود، ارائه نظرات در مورد کارشان، و مهم‌تر از همه، جهت‌دهی کارمندان در حین کار و در مشکلات و شرایط مورد نیاز است. 
هدایتگری در اروپا از دوره یونان باستان وجود داشته‌است. ریشه این واژه از Mentor، پسر آلکیموس در ادیسه اثر هومر است. استفاده از هدایتگری از دهه ۱۹۷۰ عمدتاً در ایالات متحده در زمینه‌های آموزشی گسترش یافته‌است که به پیوندهای مهم تاریخی مربوط به جنبش پیشبرد عدالت در محل کار برای زنان و اقلیت‌ها مرتبط و به عنوان «نوآوری در مدیریت آمریکا» توصیف شده‌است.
تعامل با یک متخصص نیز ممکن است برای کسب مهارت در ابزارهای فرهنگی ضروری باشد. تجربه هدایتگری و ساختار روابط بر «میزان حمایت روانی اجتماعی، راهنمایی شغلی، الگوسازی و ارتباطاتی که در روابط هدایتگری که تحت‌حمایت‌ها و هدایتگران درگیر می‌شوند، روی می‌دهد» تأثیر می‌گذارد.
ممکن است شخصی که هدایتگری را دریافت می‌کند تحت‌الحمایه (مرد)، تحت حمایت (زن)، شاگرد، یادگیرنده نامیده شود. هدایتگری فرآیندی است که همیشه شامل ارتباط است و مبتنی بر رابطه است، اما تعریف دقیق آن مبهم است، با بیش از 50 تعریف در حال حاضر استفاده می‌شود، مانند:
"هدایتگری فرآیندی است برای انتقال غیررسمی دانش، سرمایه اجتماعی و حمایت روانی-اجتماعی است که دریافت‌کننده آن را مرتبط با کار، شغل یا پیشرفت حرفه‌ای می‌داند. هدایت مستلزم برقراری ارتباط غیررسمی است، معمولاً رودررو و در طی یک دوره زمانی طولانی، بین فردی که به نظر می‌رسد دانش، خرد یا تجربه مرتبط بیشتری دارد (هدایتگر) و شخصی که تصور می‌شود کمتر دارد (تحت حمایت) برقرار می‌شود."